# Red Star Paris
Red Star (offiziell: Red Star Football Club) ist ein französischer Fußballverein aus der Hauptstadt Paris; allerdings hat der Verein seit 1910 seinen Sitz in Saint-Ouen-sur-Seine im Département Seine-Saint-Denis im Siedlungsgürtel rund um Paris gelegen.
Die Vereinsfarben sind Grün und Weiß, traditionell waren sie Dunkelblau und Weiß. Die Ligamannschaft spielt im Stade de Paris (oder Stade Bauer) in Saint-Ouen, das aktuell eine Kapazität von 5.600 Plätzen aufweist und bis Ende 2025 auf 10.000 Plätze erweitert werden soll.

## Geschichte und Namensänderungen

Außenansicht des Stade Bauer

Innenansicht des Stade Bauer unmittelbar vor dem Spiel Red Star 93 gg. Olympique Lyon II (0:0) am 10. Mai 2008.

Gegründet wurde der Klub, der zu den Traditionsvereinen Frankreichs gehört, 1897 als Red Star Club Français. „Roter Stern“, der heute noch das Vereinswappen ziert, wurde als Name gewählt, weil die Vereinsgründer, darunter Jules Rimet, einen Klub vor Augen hatten, dem sich auch Arbeiter anschließen sollten, der aber mit dem Antiklerikalismus der bestehenden sozialistischen Organisationen brach. Er trat dem ältesten und größten der französischen Fußballverbände (siehe Anfangsjahre des Fußballs in Frankreich), der Union des sociétés françaises de sports athlétiques (USFSA) bei und spielte ab 1898 in dessen Pariser Liga. Nachdem seine Spielstätte am Champ de Mars bebaut wurde, siedelte der Verein an den Stadtrand von Paris um. Einziger Titel dieser Frühzeit blieb der Gewinn der Coupe Manier, dem nationalen Vereinspokal der USFSA, im Jahr 1909.
Nach Gründung des „Einheitsverbandes“ Fédération Française de Football, aber noch vor der Einführung des Professionalismus hat der Verein seine größten Erfolge auf nationaler Ebene errungen, nämlich vier Titel – davon drei in Folge – im französischen Vereinspokalwettbewerb Coupe de France von 1921 bis 1923 sowie 1928, dem während des Zweiten Weltkriegs noch ein fünfter hinzugefügt wurde. 1946 wurde Red Star zudem Vizemeister. Der Verein wurde 1955 und 1960 jeweils wegen Bestechungsversuchen gegnerischer Mannschaften vorübergehend aus dem Profibereich ausgeschlossen.
Folgende Namen trug Red Star:
- Red Star Club Français de Paris (1897–1906)
- Red Star Amical Club (1906–1927, nach Fusion mit Union Pedestre Rive Gauche und L'Amical Football Club)
- Red Star Olympique (1927–1946, nach Fusion mit Olympique Paris)
- Red Star Olympique Audonien (1946–1948, nach Fusion mit Sports Olympiques Audoniens)
- Stade-Red-Star (1948–1950, zeitweilige Fusion mit Stade Français Paris)
- Red Star Olympique Audonien (1950–1967)
- Red Star Football-Club (1967–1978, nachdem Red Star sich den Platz des Toulouse FC in der Division 1 gekauft hatte)
- AS Red Star (1978–1984, nach Auflösung und Neugründung)
- AS Red Star 93 (1984–2003)
- Red Star FC 93 (2003–2012)
- Red Star FC (seit 2012)

## Ligazugehörigkeit
Profistatus besaß Red Star 1932–1948, 1952–1960, 1961–1978 und 1992–2001. Erstklassig (Division 1, seit 2002 in Ligue 1 umbenannt) spielte der Klub 1932/33, 1934–1938, 1939–1943, 1944–1948, 1967–1973 und 1974/75.
Zur Saison 2015/16 wieder in die zweite Liga aufgestiegen, musste das Team aus dem traditionsreichen Stade Bauer umziehen, da es den Anforderungen des Profiligaverbands LFP nicht mehr genügte. Im Pariser Stade Charléty wollte der Verein nicht antreten, weil dort der Ligarivale Paris FC Heimrecht besitzt; das Vereinspräsidium präferierte das Stade de France, weil der Red Star in der nördlichen Banlieue beheimatet ist. Als Alternativen waren auch das Stade Jean-Bouin (Paris), das Stade Michel-Hidalgo (Sannois) und sogar das Stade Dominique-Duvauchelle (Créteil) in der Diskussion. Ihr erstes Zweitligaheimspiel gegen die ebenfalls aus unmittelbarer Hauptstadtnachbarschaft stammende US Créteil trug die Mannschaft dann allerdings im Stade Pierre Brisson von Beauvais aus, das über 60 km nördlich von Saint-Ouen liegt.
In der Saison 2016/17 trug der Verein seine Heimspiele im Stade Jean-Bouin aus, das im 16. Pariser Arrondissement liegt und eine Kapazität von 20.000 Plätzen besitzt. Nach ihrem Abstieg in die National 1 kehrte die Mannschaft in ihren Heimathafen nach Saint-Ouen zurück und bestritt die Saison 2017/2018 im bis dahin immer noch nicht renovierten Stade Bauer. Nach einem erneuten Aufstieg in die zweite Liga trug der Verein seine Heimspiele in der Folgesaison wieder im Stade Pierre Brisson von Beauvais aus. Dieser Ausflug dauerte allerdings nicht lange, denn die Mannschaft beendete die Saison 2018/2019 als Letztplatzierter und kehrte danach zurück ins Stade Bauer, wo sie seither ihre Heimspiele trotz eines erneuten Aufstiegs in die Ligue 2 nach der Saison 2024 austrägt. Dank umfassender Renovierungsarbeiten stieg die Kapazität des Traditionsstadions auf 5.600 Plätze und soll bis Ende 2025 auf knapp 10.000 Plätze erweitert werden.

## Erfolge
- 1912 Verbandsmeister der LFA und 1941 Tabellenerster in der besetzten Zone; beide Titel zählen jedoch nicht als offizielle Meisterschaften
- Französischer Pokalsieger: 1921, 1922, 1923, 1928, 1942 (und Finalist 1946)

## Bekannte Spieler in Vergangenheit und Gegenwart

### Französische Nationalspieler
Die Zahl der Länderspiele für Red Star und der Zeitraum dieser internationalen Einsätze sind in Klammern angegeben
- Alfred Aston (28, 1934–1938 und 1942–1946, erzielte dabei fünf Tore) dazwischen drei weitere Länderspiele für einen anderen Verein
- Jean Baeza (2, 1968) vorher sechs weitere Länderspiele für einen anderen Verein
- Philippe Bonnardel (20, 1921–1925) vorher zwei und danach ein weitere(s) Länderspiel(e) für zwei andere Vereine
- Juste Brouzes (5, 1923–1928) vorher ein weiteres Länderspiele für einen anderen Verein
- Augustin Chantrel (8, 1928–1929 und 1933) dazwischen sieben weitere Länderspiele für einen anderen Verein
- Pierre Chayriguès (21, 1911–1925)
- Julien Darui (2, 1942) vorher drei und hinterher 20 weitere Länderspiele für zwei andere Vereine
- Émilien Devic (3, 1914, erzielte dabei ein Tor) vorher zwei und hinterher vier weitere Länderspiele für zwei andere Vereine
- Marcel Domergue (6, 1928) vorher 14 weitere Länderspiele für drei andere Vereine
- René Fenouillère (1, 1908)
- Lucien Gamblin (17, 1911–1923)
- Alfred Gindrat (4, 1911–1912)
- François Hugues (20, 1919–1921 und 1923–1925, erzielte dabei ein Tor) zwischendurch und hinterher je zwei weitere Länderspiele für zwei andere Vereine
- Georges Janin (1, 1937)
- Robert Joyaut (4, 1923)
- Marcel Langiller (3, 1934–1935) vorher 24 und hinterher drei weitere Länderspiele für zwei andere Vereine
- Lucien Leduc (4, 1946, erzielte dabei ein Tor)
- Eugène Maës (11, 1911–1913, erzielte dabei 15 Tore) Hält mit fünf Treffern in einem Länderspiel bis heute den entsprechenden französischen Rekord
- Jacques Mairesse (5, 1932–1934) vorher ein weiteres Länderspiele für einen anderen Verein
- Fernand Massip (1, 1913)
- Maurice Mathieu (1, 1919) vorher ein weiteres Länderspiele für einen anderen Verein
- Georges Meuris (1, 1937)
- Maurice Meyer (1, 1921)
- Louis Mistral (2, 1920) danach drei weitere Länderspiele für einen anderen Verein
- Jules Monsallier (1, 1931) vorher und danach je ein weiteres Länderspiel für zwei andere Vereine
- Pol Morel (2, 1911)
- Paul Nicolas (28, 1920–1928, erzielte dabei 18 Tore) danach sieben weitere Länderspiele für einen anderen Verein
- Armand Penverne (3, 1959) vorher 36 weitere Länderspiele für einen anderen Verein
- Marcel Pinel (7, 1930, erzielte dabei vier Tore)
- Paul Poirier (1, 1933)
- André Puget (1, 1907)
- Julien du Rhéart (1, 1911) vorher zwei weitere Länderspiele für zwei andere Vereine
- Henri Roessler (2, 1942)
- André Simonyi (4, 1942–1945, erzielte dabei ein Tor)
- Georges Stuttler (1, 1926)
- Alex Thépot (24, 1929–1935) vorher sieben weitere Länderspiele für zwei andere Vereine
- Julien Verbrugge (3, 1911) vorher ein weiteres Länderspiel für einen anderen Verein

### Andere
- René Camard
- Nestor Combin
- Fleury Di Nallo
- Helenio Herrera
- Kalevi Lehtovirta
- Steve Marlet
- Hugo Pérez
- Sergei Rodionow
- Alejandro Scopelli
- Jacques Simon
- Guillermo Stábile
- Safet Sušić
- Fjodor Tscherenkow
- Jules Vandooren
- Paul Wartel

## Trainerchronik
- Roland Richard (1911–1912)
- Paul Baron (1934–1935)
- Guillermo Stábile (1935–1939)
- Augustin Chantrel (1939)
- Edmond Delfour (1945–1946)
- Georges Villemin (1946–1947)
- Auguste Jordan (1947–1948)
- André Riou (1948–1949)
- André Simonyi (1952–1953)
- Eugène Proust (1953)
- Charles Nicolas (1953–1955)
- Angelo Grizzetti (1955–1956)
- Paul Baron (1956–1958)
- Jean Prouff (1958–1959)
- Georges Hanke (1959–1960)
- André Simonyi (1960)
- Paul Baron (1960–1961)
- Jean Avellaneda (1961–1969)
- Ladislas Nagy (1969–1970)
- Marcel Tomazover (1970-1972)
- José Farías (1972–1974)
- André Merelle (1974)
- Marcel Tomazover (1974–1975)
- Roger Lemerre (1975–1978)
- Carlos Monin (1978–1979)
- Claude Dubaële (1979–1980)
- Georges Eo (1980–1985)
- Roger Lemerre (1985–1986)
- Gérard Laurent (1986–1987)
- Philippe Troussier (1987–1989)
- Bernard Maligorne (1989-1989)
- Patrice Lecornu (1989-1990)
- Henri Depireux (1990–1990)
- Michel Rouquette (1990-1991)
- Robert Herbin (1991–1993)
- Robert Herbin und Pierre Repellini (1993–1995)
- Pierre Repellini (1995–1996)
- Abdel Djaadaoui (1996–1997)
- Jean Sérafin (1997-11.1998)
- Jean-Luc Girard (1998–1999)
- Jean-Luc Girard und Pierre Repellini (1999–2000)
- Jacky Lemée (2000)
- Jean-Luc Girard (2000–2001)
- Pierre Repellini (2001–2001)
- Jean-Luc Girard (2001–2002)
- Mustapha Ousfane (2002–2003)
- Azzedine Meguelatti (2003–2004)
- Jean-Luc Girard (2004–2006)
- Bruno Naidon (2006–2008)
- François Ciccolini (2008–2009)
- David Giguet (2009)
- Alain Mboma (2009–2011)
- Athos Bandini (2011)
- Vincent Doukantie (2011–2013)
- Laurent Fournier (2013)
- Sébastien Robert (2013-2015)
- Rui Almeida (2015-2016)
- Claude Robin (2017)
- Régis Brouard (2017-2018)
- Faruk Hadžibegić (2018-2019)
- Vincent Doukantié (2019)
- Christian Caminiti (2019)
- Vincent Bordot (2019-2021)
- Habib Beye (2021-)